# Suzanne Dekker (politica)
Suzanne Dekker (Amsterdam, 31 oktober 1949) is een Nederlandse advocate en ambtenaar die tussen 1981 en 1982 lid was van de Tweede Kamer voor D66.
Dekker studeerde rechten aan de Rijksuniversiteit Groningen, waar zij in 1972 afstudeerde op een scriptie over het referendum. Van 1973 tot 1976 was zij advocate in Den Haag, waarna zij in dienst trad bij het Ministerie van Economische Zaken, als beleidsmedewerker internationale energie-aangelegenheden. Zij werd in 1979 namens D66 gekozen in het Europees Parlement. In 1981 werd zij gekozen als lid van de Tweede Kamer. Hier hield zij zich bezig met bezig met sociale zaken, economische zaken en landbouw. Na de verkiezingen van 1982 verloor zij haar zetel. Daarna werkte zij andermaal bij Economische Zaken. In 2004 stond zij vijfde op de lijst van D66 bij de Europese verkiezingen, maar behaalde toen geen zetel.
- Parlement.com: vg09llmp9a00